# Villebramar
Villebramar (okzitanisch: Vilabramar) ist eine französische Gemeinde mit 109 Einwohnern (Stand: 1. Januar 2022) im Département Lot-et-Garonne in der Region Nouvelle-Aquitaine. Die Gemeinde liegt im Arrondissement Villeneuve-sur-Lot und ist Teil des Kantons Le Livradais.

## Geographie
Villebramar liegt etwa 37 Kilometer nordnordwestlich von Agen. Villebramar wird umgeben von den Nachbargemeinden Tombebœuf im Norden, Süden und Westen, Monbahus im Osten und Nordosten sowie Montastruc im Südosten.

## Bevölkerungsentwicklung
| 1962                       | 1968 | 1975 | 1982 | 1990 | 1999 | 2006 | 2018 |
| -------------------------- | ---- | ---- | ---- | ---- | ---- | ---- | ---- |
| 212                        | 186  | 155  | 136  | 130  | 96   | 93   | 104  |
| Quellen: Cassini und INSEE |      |      |      |      |      |      |      |

## Sehenswürdigkeiten
- Kirche Saint-Saturnin aus dem 13. Jahrhundert
- Schloss Lafaurie aus dem 16. Jahrhundert